# Тустоголови (зупинний пункт)
Тустоголо́ви — пасажирський залізничний зупинний пункт Тернопільської дирекції Львівської залізниці на електрифікованій лінії Тернопіль — Львів між станціями Озерна (14 км) та Зборів (3 км). Розташований в селі Тустоголови Тернопільського району Тернопільської області

## Пасажирське сполучення
На зупинному пункті Тустоголови зупиняються приміські електропоїзди за напрямком Тернопіль — Львів